# Peralada

Municipiu din Peralada

Peralada este o localitate în Spania în comunitatea Catalonia în provincia Girona. Acest municipiu ocupă o suprafață de 43,81 km2. În 2006 avea o populație de 1.265 locuitori. 
În Peralada există un castel datând din s. XI și restaurat în s. XIX. 
În fiecare an, în special vara, se desfășoară Festivalul din Peralada, în cadrul căruia se organizează mai multe de concerte de muzică clasică și altele. 
1. ↑  Nomenclátor Geográfico de Municipios y Entidades de Población (20240402 edition)
2. 1 2   http://www.idescat.cat/pub/?id=aec&n=925&t=2016 Lipsește sau este vid: |title= (ajutor)